# META (поисковая система)
META — украинский интернет-портал, с 2019 года принадлежащий ООО «Мета Юэй», которым руководит Вадим Лысый. Использует поисковую систему Google, зона поиска — украинские сайты и сайты, относящиеся к Украине.

## История
12 ноября 1998 года в Харькове официально открыта поисковая система МЕТА. Сервер, предоставленный Харьковским государственным политехническим университетом, находится у провайдера «Харьков-онлайн».
С момента старта популярность сервера росла, и уже через полтора года канала Харьков-Киев стало не хватать. В мае 2000 года было принято решение о размещении сервера в Киеве. Сразу после переезда посещаемость поисковика выросла в два раза, появились первые доходы от рекламы. В сентябре 2000 года было зарегистрировано ООО «МЕТА», подана заявка на торговый знак, и МЕТА стала коммерческим предприятием.
В июле 2002 года качество поисковых технологий МЕТА было подтверждено внедрением поисковой системы для интернет-портала Кабинета Министров Украины. В то же время компания проектирует линейку поисковых продуктов: поисковая система для сайтов siteMETA, программа для поиска по персональному компьютеру diskMETA.
В январе 2003 года сервер МЕТА переходит на новый компактный адрес meta.ua. В этом же году начинается активная подготовка к запуску новых информационных сервисов, дополняющих и расширяющих поисковые возможности сервера.
С декабря 2003 года и в течение всего 2004 года на сервере запускаются 12 новых информационных разделов. Каждый день в системе регистрируется до сотни веб-ресурсов. Вместе с ростом посетителей сервера растёт и МЕТА.
В ноябре 2005 года МЕТА запускает семь новых проектов и становится порталом с самым большим на Украине набором сервисов. Среди нового: web-почта, чат, переводчик, онлайн-библиотека, афиша, wap-версия МЕТА, а также сервис единой регистрации. Теперь на МЕТА можно найти не только веб-страницы, но и новости, предприятия, прайс-листы, вакансии, автомобили, адреса на картах городов Украины, товары в электронных магазинах, расписания поездов, прогноз погоды, переводы иностранных слов и даже симпатию[прояснить]. К концу 2005 г. к запуску готовятся ещё несколько проектов.
В ноябре 2006 года в полную силу заработала система профессиональной интернет-статистики в украинском Интернете, отвечающая мировым стандартам международной рекламной ассоциации IAB. Ещё один уникальный сервис — «Чумацькі перегони» — первая онлайновая ролевая игра на украинскую тематику, в которой может принять участие любой пользователь Интернета (разработчик компания «Чумацький світ»).
В январе 2007 года состоялось открытие нового сервиса kino.meta.ua. Этот сервис даёт широкие возможности для авторизованных пользователей — от подписки на расписание любимых кинотеатров, получения свежих новостей о любимых актёрах и режиссёрах до разного рода настроек сервиса «под себя», а также интеграцию с блогом и форумом.
2019 год — выкуп всех пакетов акций у фондов и частных лиц. Приобретение учредителями компании 100 % контроля за ЧАО «МЕТА».
2020 год — полная продажа всех активов проекта (главного портала Meta.ua, других вебсайтов/доменов, почтовика, ТМ, софта и других связанных активов) украинской инвестиционно-технологической компании.
В 2020 году компания была переоформлена на нового владельца — ООО «Мета Юэй», руководителем которого является Вадим Лысый.
С марта 2022 года портал заблокирован на территории России.
В марте 2024 года команда портала Мета отчиталась о помощи, оказанной Вооружённым силам Украины с начала полномасштабного вторжения России.

## Текущие проекты
- «Мета» (meta.ua) — главная страница портала;
- «Мета агрегатор» (news.meta.ua) — агрегатор новостей;
- «Мета новости» (meta.ua/news/) — новости от «Мета»;
- «Мета финансы» (meta.ua/finance/) — финансовые новости;
- «Мета погода» (pogoda.meta.ua) — погодный сервис;
- «Мета гороскопы» (horo.meta.ua) — сервис гороскопов;
- «Мета карты» (map.meta.ua) — сервис карт;
- «Мета переводчик» (translate.meta.ua) — переводчик;
- «Мета ТВ» (tv.meta.ua) — телевидение от «Мета»;
- «Мета Почта» (webmail.meta.ua) — почтовый сервис.